# Moritz Sachs von Hellenau
Moritz Sachs von Hellenau (německy Moritz Johann Sachs Edler von Hellenau) (13. října 1844 Štítina – 11. ledna 1933 Lovran) byl rakousko-uherský admirál. V c. k. námořnictvu sloužil od roku 1861. Jako nižší důstojník doprovázel korunního prince Rudolfa na jeho cestách po Středomoří, později byl v hodnosti kapitána několik let pobočníkem císaře Františka Josefa (1888–1892). V letech 1892–1894 podnikl cestu kolem světa a v roce 1895 byl povýšen do šlechtického stavu. Svou kariéru završil jako velitel námořní akademie v Rijece (1900–1905), v roce 1905 byl penzionován v hodnosti viceadmirála.

## Životopis

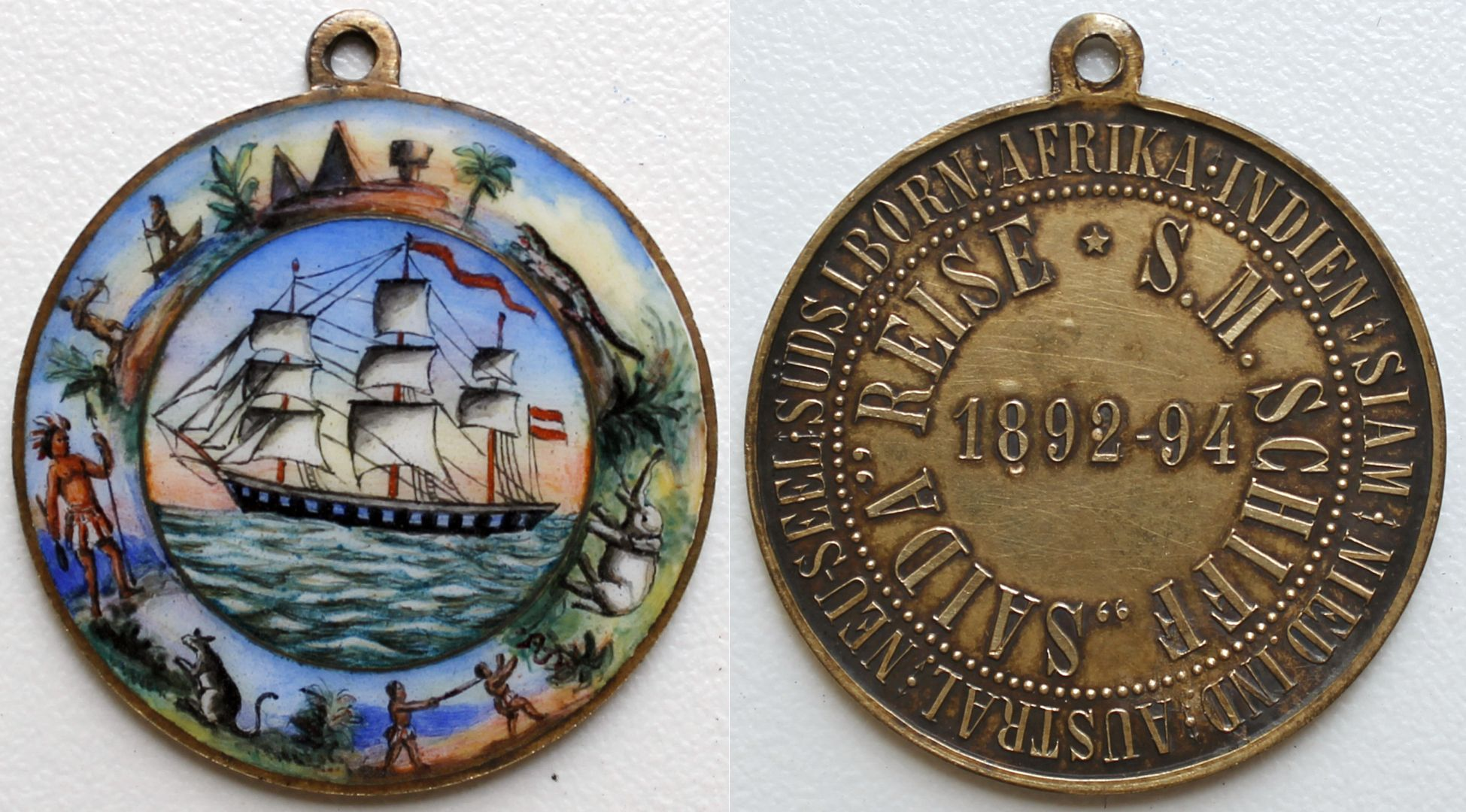
Pamětní medaile Sachsovy cesty kolem světa (1894)

Narodil se ve Štítině, kde byl jeho otec Josef Sachs správcem velkostatku. Otec byl později okresním hejtmanem a starostou v Jeseníku. Moritz vstoupil v roce 1861 k c. k. námořnictvu jako kadet a v roce 1863 byl povýšen do hodnosti praporčíka (Linien-Schiffs-Fändrich). Sloužil na různých lodích a v roce 1873 získal hodnost poručíka, působil také pedagog v technických oborech. V roce 1881 na lodi SMS Miramar doprovázel korunního prince Rudolfa na cestě do Orientu, v roce 1885 se zúčastnil cesty prince Rudolfa s jeho manželkou Štěpánkou do Sýrie.
V roce 1887 byl povýšen do hodnosti korvetního kapitána a v roce 1888 se stal jedním z pobočníků císaře Františka Josefa (historicky byl prvním námořním důstojníkem ve funkci císařského pobočníka). V roce 1890 dosáhl hodnosti fregatního kapitána a ve služebním zařazení podplukovníka byl nadále císařským pobočníkem. V letech 1892–1894 podnikl na lodi SMS Saida dvouletou misijní plavbu na Dálný východ a k břehům Austrálie. Jedním z řadových důstojníků Sachsovy posádky byl mimo jiné Miklós Horthy, který této cestě věnoval prostor ve svých pamětech. Všichni účastníci expedice obdrželi po návratu zvláštní pamětní medaili vydanou pro tuto příležitost. 
K datu 25. dubna 1900 byl povýšen do hodnosti kontradmirála a byl jmenován velitelem námořní akademie v Rijece. Dne 1. listopadu 1904 dosáhl hodnosti viceadmirála, o necelý rok později odešel na vlastní žádost do penze.

## Rodina
V roce 1894 se ve Graz oženil s Helenou Pelikánovou z Plauenweldu (1860–1947), dcerou c. k. polního podmaršála Josefa Pelikána (1818–1896), manželství zůstalo bezdětné. 
Moritzův mladší bratr Gustav (1852–1937) působil jako architekt, další bratr Wilhelm byl lékařem a štábním chirurgem u armády.

## Tituly a ocenění
Během své kariéry u námořnictva obdržel řadu vyznamenání v Rakousku-Uhersku i v zahraničí. V roce 1895 byl povýšen do šlechtického stavu s predikátem Edler von Hellenau odvozeném od křestního jména manželky Heleny.

### Rakousko-Uhersko
- Válečná medaile (1879)
- Řád železné koruny III. třídy (1894)
- Jubilejní pamětní medaile (1898)
- rytířský kříž Leopoldova řádu (1905)

### Zahraničí
- Řád knížete Danila I. IV. třídy (1881, Černá Hora)
- Řád Osmanie IV. třídy (1882, Osmanská říše)
- Řád lva a slunce III. třídy (1889, Persie)
- Řád sv. Michaela II. třídy (1890, Bavorsko)
- komandér Řádu rumunské hvězdy (1890, Rumunsko)
- Řád pruské koruny II. třídy (1891, Německo)
- Řád Takova III. třídy (1892, Srbsko)
- rytíř Řádu Albrechtova (1892, Sasko)
- velkokříž Řádu Spasitele (1902, Řecko)
- komandér Řádu sv. Olafa (1904, Norsko)
- Řád sv. Stanislava II. třídy (1904, Rusko)